# Pentawards
Pentawards — международный конкурс, посвящённый дизайну упаковки. Основатели конкурса — Жан Ж. Эврард и Бриджит Эврард.

## Категории и награды
Все работы разделяются на две большие группы:
- Pentawards Classic — разработанные и запущенные в производство проекты. В группу входят следующие категории: напитки, еда, товары для тела, рынок прочих товаров, предметы роскоши, разное (в каждой категории имеются подкатегории) экологический концепт
- Pentawards Concept — дизайн-концепции упаковок (не запущенные в производство проекты, обладающие яркой идеей, инновационностью дизайна или формы). Категории в группе — напитки, еда, товары для тела, рынок прочих товаров, предметы роскоши, экологический концепт (без дополнительных подкатегорий)

Победителям вручаются бронзовые, серебряные, золотые, платиновые и бриллиантовые награды Pentawards. Призы лауреатам золотых, платиновых и бриллиантовых Pentawards выполнены в виде металлических дисков диаметром 16,5 см дизайна американского художника Кристиана Хекшера — последние, вручаемые одному конкурсанту ежегодно, украшает бриллиант весом в 1 карат.

## Жюри
Жюри состоит из 13 персон с мировой известностью из мира упаковки. Это как дизайнеры и арт-директора со стороны дизайн-агентств, так и их заказчики или представители компаний. Председатель жюри — Жерар Карон, основатель агентства Noir Карре.

## Церемония
Церемония проходит каждый раз в разных городах по всему миру:
- 2007 и 2008 — Монако
- 2009 — Брюссель
- 2010 — Шанхай
- 2011 — Нью-Йорк
- 2012 — Париж
- 2013 — Барселона
- 2014 — Токио
- 2015 — Лондон
- 2016 — Шанхай
- 2017 — Барселона
- 2018 — Нью-Йорк
- 2019 — Лондон

## Лауреаты бриллиантовых Pentawards
- 2007 — Design Bridge (Амстердам) за бутылку для пива Swinckels[1]
- 2008 — Viktor & Rolf (Нидерланды) за бутылку для шампанского Piper Heidsieck Rosé Sauvage[2]
- 2009 — Kimberly-Clark (США) за упаковки для салфеток Kleenex[3]
- 2010 — ADK (Япония) за коллекцию упаковок для средств для ухода за волосами Hoyu 3210[4]
- 2011 — NINE (Швеция) за бутылки для минеральной воды Ramlösa[5]
- 2012 — Turner Duckworth (Лондон-Сан-Франциско) за банку для диетической «Кока-Колы»[6]
- 2013 — Family Business (Швеция) за дизайн 4 миллионов бутылок для водки Absolut Unique[7]